# Xian de Xinjian
Le xian de Xinjian (en chinois : 新建县 ; pinyin : Xīnjiàn Xiàn) est un district administratif de la province du Jiangxi en Chine. Il est placé sous la juridiction de la ville-préfecture de Nanchang.

## Démographie
La population du district était de 643 535 habitants en 1999.